# (847) Agnia
(847) Agnia es un asteroide perteneciente al cinturón de asteroides descubierto el 2 de septiembre de 1915 por Grigori Nikoláievich Neúimin desde el observatorio de Simeiz en Crimea.
Está nombrado por Agnia Ivanovna Badina (1877-1956), astrofísica natural de Simeiz.